# جاك دبليو. ويلك
جاك دبليو. ويلك (بالإنجليزية: Jack W. Wilke)‏ هو ضابط أمريكي، ولد في 13 يونيو 1919 في كوفينا في الولايات المتحدة، وتوفي في 4 يونيو 1942 في جزر الميدواي في الولايات المتحدة.